# 1874 en littérature
| Années de la littérature : 1871 - 1872 - 1873 - 1874 - 1875 - 1876 - 1877    |
| Décennies de la littérature : 1840 - 1850 - 1860 - 1870 - 1880 - 1890 - 1900 |

Cet article présente les faits marquants de l'année 1874 en littérature.

## Essais
- Histoire du romantisme de Théophile Gautier.
- Le Démon de l’analogie, essais de Mallarmé paraît dans la Revue du monde nouveau.

## Poésie
- J.-K. Huysmans, Le Drageoir à épices, recueil de poèmes en prose et premier livre de l'écrivain.
- Paul Verlaine, Romances sans paroles, recueil de poèmes composé en prison.
- L'Après-midi d'un faune, poème de Mallarmé, refusé par Lemerre.

## Romans
- Gustave Flaubert, La Tentation de saint Antoine.
- Victor Hugo, Quatrevingt-treize.
- Jules Verne, L'Île mystérieuse.
- Dans les forêts de Melnikov.
- Les Diaboliques de Barbey d'Aurevilly.
- Monsieur Alphonse, de Alexandre Dumas fils.
- As Três Filosofias, de Luis Pereira Barreto (Brésil).
- Maurice Leblanc ; Arséne Lupin Gentlemen Cambrioleur

## Théâtre
- Le Candidat, pièce de Flaubert est créée au théâtre du Vaudeville.
- Londres : ouverture du théâtre Criterion (Criterion Theater) à Piccadilly Circus (21 mars).

## Principales naissances
- 25 janvier : William Somerset Maugham, dramaturge et romancier britannique († 16 décembre 1965),
- 3 février : Gertrude Stein, écrivaine américaine († 27 juillet 1946),
- 9 mars : Vilis Plūdons, poète et écrivain letton († 15 janvier 1940),
- 20 juin : Trumbull Stickney, poète américain († 11 octobre 1904),
- 24 août : Karel Hlaváček, poète tchèque († 15 juin 1898),
- 29 août : Manuel Machado, poète et dramaturge espagnol († 19 janvier 1947).

## Principaux décès
- 9 février : Sophie Rostopchine, comtesse de Ségur, romancière française, 75 ans.
- 9 février : Jules Michelet, historien (° 1798).
- 12 septembre : François Guizot, historien et homme politique (Nîmes, 1787 - Saint-Ouen-le-Pin, Calvados, 1874).